# Comedian
Comedian är en amerikansk film från 2002 med dokumentära inslag. Filmen fokuserar på när Jerry Seinfeld undersöker ståuppkomiken bakom kulisserna. Filmen följer den ännu okända ståuppkomikern Orny Adams och hans försök att lyckas i branschen. Flera mer eller mindre kända komiker framträder i filmen, till exempel Ray Romano, Chris Rock, Jay Leno och Bill Cosby.
Filmen gick upp på biografern i USA den 11 oktober 2002 och har spelat in 2,8 miljoner dollar. Den har inte distribuerats på svenska biografer.